# Звёздный (Краснокамск)
Звёздный — микрорайон в Краснокамске.

## География
Микрорайон Звёздный расположен на востоке центральной части города. Его границами являются улица Карла Маркса, Победы и Звёздная.

## Транспортное сообщение
Автобусы: 4, 6, 7, 10, 11, 14, 16 и пригородные маршруты.

## Социальная сфера
На территории микрорайона Звёздный находится гимназия № 5 и детский сад № 24.

## История
Первоначально микрорайон значился как № 8. В конце 1960-х годов здесь было несколько домов, старый цех макаронной фабрики, городская мусорная свалка и вертолетная площадка, окруженная пустырем. Первые упоминания об улице Энтузиастов, ставшей главной магистралью нового микрорайона, относятся к 1970 году. В 1973 году открылось профессиональное училище № 78, средняя школа № 5 в 1988 году. Улицы Победы, Звездная, 10-й Пятилетки появились в середине 1980-х — начале 1990-х годов.

## Улицы
Микрорайон Звёздный включает в себя следующие улицы:
широтные улицы (с севера на юг):
улица Карла Маркса, улица Энтузиастов и улица Победы;
меридиональные улицы (с запада на восток): улица 10-й пятилетки и улица Звёздная.